# Italy
Italy és un poble al Comtat d'Ellis (Texas) que en el cens del 2000 tenia 1.993 habitants.

## Demografia
Segons el cens del 2000, Italy tenia 1.993 habitants, 656 habitatges, i 501 famílies. La densitat de població era de 429,9 habitants/km².
Dels 656 habitatges en un 42,2% hi vivien nens de menys de 18 anys, en un 55,3% hi vivien parelles casades, en un 16% dones solteres, i en un 23,5% no eren unitats familiars. En el 21,2% dels habitatges hi vivien persones soles l'11,4% de les quals corresponia a persones de 65 anys o més que vivien soles. El nombre mitjà de persones vivint en cada habitatge era de 2,97 i el nombre mitjà de persones que vivien en cada família era de 3,41.
Per edats la població es repartia de la següent manera: un 31,8% tenia menys de 18 anys, un 9,7% entre 18 i 24, un 27,3% entre 25 i 44, un 18,7% de 45 a 60 i un 12,5% 65 anys o més.
L'edat mediana era de 32 anys. Per cada 100 dones de 18 o més anys hi havia 86,6 homes.
La renda mediana per habitatge era de 41.853$ i la renda mediana per família de 47.788 $. Els homes tenien una renda mediana de 33.182 $ mentre que les dones 24.600 $. La renda per capita de la població era de 15.335 $. Aproximadament el 7,2% de les famílies i el 8,9% de la població estaven per davall del llindar de pobresa.

## Poblacions properes
El següent diagrama mostra les poblacions més properes.